# Kees Ouwens
Cornelis Johannes „Kees“ Ouwens (* 27. Juni 1944 in Zeist; † 24. August 2004 in Heemstede, Noord-Holland) war ein niederländischer Lyriker und Romanautor.
Obwohl Kees Ouwens auch Prosa schrieb, erlangte er in der niederländischen Literatur vor allem Bedeutung als experimenteller Lyriker. Er debütierte 1968 mit dem Lyrikband „Arcadia“ und dem inhaltlich verwandten Roman „De strategie“.
2002 erschienen sämtliche bis dahin veröffentlichten Gedichte in „Alle gedichten tot dusver“. Ein Jahr später gab der Verlag Meulenhoff dann seine Prosa in „Alle romans tot dusver“ heraus. 2005 erschien bei Meulenhoff posthum, aber noch durch Kees Owens selbst herausgegeben, der Gedichtband „Ben jij het, ik?“.
Kees Ouwens wurde mit zahlreichen Literaturpreisen ausgezeichnet. Er lebte in Utrecht. Nach langer Krankheit starb er im August 2004 in Heemstede.
Trotz seiner Bedeutung in den Niederlanden ist sein Werk bislang nicht ins Deutsche übersetzt worden.

## Werke
- 1968 – Arcadia (Gedichte)
- 1968 – De strategie (Roman)
- 1973 – Intieme handelingen (Gedichte)
- 1975 – Als een beek
- 1984 – Klem (Gedichte)
- 1987 – De eenzaamheid door genot (Roman)
- 1988 – Droom (Gedichte)
- 1994 – Een twee drie vier (Roman)
- 1995 – Afdankingen (Gedichte)
- 1996 – Van de verliezer en de lichtbron (Gedichte)
- 1998 – Helis' mythe (Roman)
- 2000 – Mythologieën (Gedichte)
- 2002 – Alle gedichten tot dusver
- 2003 – Alle romans tot dusver
- 2005 – Ben jij het, ik? (Gedichte – posthum)

## Auszeichnungen
- 1976 – Lucy B. en C.W. van der Hoogtprijs für Als een beek
- 1983 – Trevanian-poëzieprijs für sein Gesamtwerk
- 1985 – Jan Campertprijs für Klem
- 1998 – Herman Gorterprijs für Van de verliezer en de lichtbron
- 2001 – VSB-Poesiepreis für Mythologieën
- 2002 – Constantijn Huygensprijs für sein Gesamtwerk